# Fundación Bariloche
La Fundación Bariloche es una institución privada y sin fines de lucro de la República Argentina, que promueve la enseñanza y la investigación científica en todas sus ramas, primando la libertad académica. Fue creada el 28 de marzo de 1963, en la ciudad San Carlos de Bariloche, provincia de Río Negro, Argentina.
La creación de la Fundación Bariloche resultó de los esfuerzos de un grupo de científicos de la Comisión Nacional de Energía Atómica, y de empresarios. De igual manera, confluyeron en este proyecto las experiencias de la Fundación Di Tella, y del Instituto de Investigaciones Bioquímicas.
La finalidad de la Fundación Bariloche es la de "contribuir a la realización de actividades de investigación, enseñanza de postgrado y creación, y de transferir sus experiencias y resultados a la sociedad", contribuyendo de esta manera con el desarrollo y el bienestar social. En este sentido, pregona desde sus inicios el trabajo responsable sobre la base de un sólido humanismo y dentro de los principios democráticos, en defensa además de la libertad académica.

## Modelo Mundial Latinoamericano
Uno de los trabajos más reconocidos de la Fundación Bariloche es el Modelo Mundial Latinoamericano (MML), realizado entre 1972 y 1975. El MML surgió como respuesta al trabajo neomalthusianismo Los límites del crecimiento, publicado por el MIT en 1972, poco antes de la primera crisis del petróleo. El trabajo del MIT proponía el modelo Forrester-Meadows, que sostiene que los límites al crecimiento de la humanidad son físicos, que el crecimiento económico exponencial está conduciendo a una catástrofe y que la salida a este futuro catastrófico es a través de la reducción del crecimiento de la población y la restricción al crecimiento de la economía mundial. Los investigadores de la Fundación Bariloche: Amílcar O. Herrera, Hugo D. Scolnick, Gabriela Chichilnisky, Gilberto C. Gallopin, Jorge E. Hardoy, Diana Mosovich, Enrique Oteiza, Gilda L. de Romero Brest, Carlos E. Suárez y Luis Talavera, contraponen su modelo mundial (MML) y demuestran que la catástrofe no necesariamente ocurrirá. Si se elimina la miseria en los países subdesarrollados y se elimina el derroche y el desperdicio en los países desarrollados, las necesidades humanas básicas se satisfacen en todo el mundo. En el cambio del énfasis neomalthusiano en sobrepoblación a sobre-consumo y desigualdad en el acceso a los recursos, coinciden con Barry Commoner, a quien citan, pero no en el contexto del trabajo fundamental de éste: The closing circle (publicado en 1971), aunque es posible que éste haya tenido alguna influencia.
Las bases, premisas, estructura de los datos e información de entrada y resultados del modelo para el período 1960 - 2060, fueron publicados por el IDRC de Canadá, inicialmente en inglés en 1976, con el título Catastrophe or New Society? A Latin American World Model y en castellano (¿Catástrofe o nueva sociedad? Modelo Mundial Latinoamericano) en 1977. El IDRC, publicó una segunda edición en 2004 e incluye 5 nuevos, cortos capítulos para resaltar las predicciones del MML y los logros, tales como la adopción del modelo por parte del gobierno de la India, en su Carta Constitucional o el uso dado por la UNESCO, como instrumento de educación en cursos de formación en modelación económica del desarrollo, entre otros. Además de estas, el MML fue publicado con títulos un poco diferentes, en alemán, francés, holandés, japonés y rumano:
- alemán Grenzen des Elends. Das BARILOCHE-Modell: So kann die Menschheit überleben (Límites de la miseria. El modelo BARILOCHE: así es como la humanidad puede sobrevivir)  S.Fischer-Verlag, Frankfurt am Main, Germany. 1977. 243 p.
- francés, Un Monde pour tous: le modèle mondial latino-américain (Un mundo para todos: el modelo mundial latino americano). Presses Universitaires de France, Paris, France. 1977. 271 p.
- holandés: Het Bariloche Rapport voor de Club van Rome (El Informe Bariloche para el Club de Roma) Uitgeverij Het Spectrum, Utrecht, Antwerpen, Holland. 1977. 146 p.
- rumano: Catastrofa sau o Nova Societate? (¿Catástrofe o nueva sociedad?) Editura Politica, Bucaresti, Roumania. 1977. 166 p.

## Historia
Desde sus comienzos y hasta 1976, la Fundación se componía de un Consejo Directivo, un Consejo Asesor, una Gerencia de Administración y una Gerencia de Desarrollo, además de la Presidencia Ejecutiva. Este último cargo fue  ocupado desde sus inicios  hasta 1985 por el físico Carlos Alberto Mallmann, considerado "el alma mater" para los inicios de la Fundación Bariloche. 
Hasta marzo de 1976, la Fundación Bariloche contaba con el apoyo de la Gerencia de Administración con sede en Bariloche, y de la Gerencia de Desarrollo en Buenos Aires. Gradualmente se constituyeron sus grupos de trabajo en ciencias naturales, ciencias sociales y arte. 
En la década de 1970, la institución ya contaba con un Departamento de Matemática, con tres programas: matemática aplicada, estadísticas e investigación en operaciones; Departamento de Biología, con programas de bioquímica y microbiología vegetal; Departamento de Recursos Naturales y Energía, con tres programas: geología, ecología y economía de la energía; Departamento de Ciencias Sociales, con programas de investigación en filosofía y política, movimientos laborales, sociología política, problemas socioeconómicos del desarrollo; Departamento de Música, con dos programas: capacitación e interpretación de música de cámara y difusión musical (el primero de ellos dio vida a la Camerata Bariloche).
Cerca de 200 personas llegaron a integrar el plantel de la Fundación, entre investigadores, becarios y técnicos y personal administrativo. Fue en esa época que la labor de investigación fue muy fructífera, destacándose, entre otros, la instalación de la primera computadora disponible en el centro de la ciudad de Bariloche. Por otra parte, el departamento de Ciencias Sociales fue pionero en el uso de recursos cuantitativos para la investigación social en nuestro país. La Fundación se sostenía, principalmente, gracias al subsidio del Estado Nacional. 
A partir de 1976, con el comienzo de la dictadura cívico-militar autodenominada Proceso de Reorganización Nacional, el gobierno militar de facto instó a despedir investigadores y comenzó a controlar el contenido de las investigaciones. Pese al enorme riesgo que ello implicaba, los integrantes de la Fundación Bariloche no aceptaron estas condiciones, y a fines de ese mismo año tuvieron que vender terrenos que habían adquirido para construir un campus, para indemnizar a todo el personal. En los años que siguieron, la Fundación quedó reducida a unas 15 personas. Muchos de sus científicos fueron perseguidos por la Junta Militar. 
A partir de 1983, con el retorno de la democracia en Argentina, la Fundación Bariloche comenzó a recibir nuevamente estímulos oficiales. Actualmente, cuenta con cuatro programas: 
1. Calidad de Vida.
2. Energía, a cargo del Instituto de Economía Energética.
3. Filosofía.
4. Medio Ambiente y Desarrollo.